# サーソヴォ
座標: 北緯54度21分 東経41度55分 / 北緯54.350度 東経41.917度

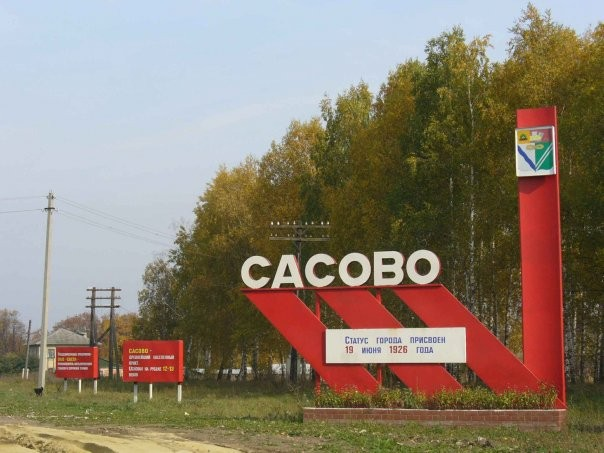

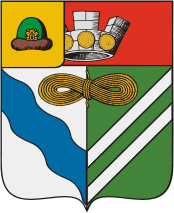
サーソヴォの紋章

サーソヴォ（ロシア語: Са́сово; Sasovo）は、ロシア連邦のリャザン州にある町。人口は2万1628人（2021年）。州都リャザンから南東へ184キロメートル。メシュチョラ低地の南東の縁にあり、オカ川水系に属するモクシャー川の左支流ツナ川（Цна）沿いに建つ。

## 歴史

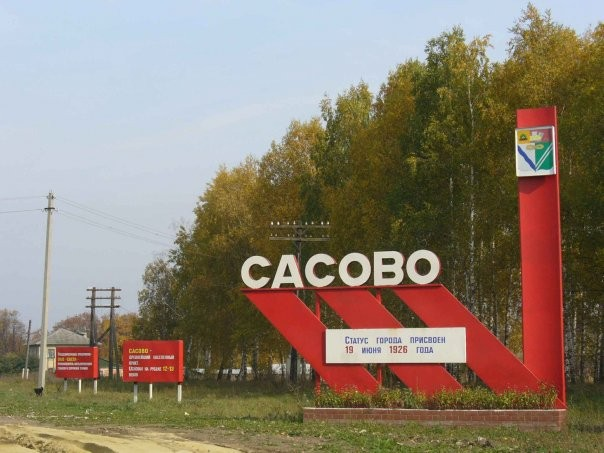
サソヴォの入口にある看板

サーソヴォの名は、1642年の記録の中に初出している。17世紀前半、サーソヴォの村はシビル・ハン国の末裔が治めるカシモフ・ハン国の一部であった。
18世紀に入ると、現在の市章にもロープの絵が描かれているように、ロープ製造が主な産業であった。19世紀半ばになるとこの地方の交易の中心地となった。1893年に鉄道が開通すると、鉄道会社の所有地となった。
1926年になり市の地位を与えられている。

## 経済と交通
サーソヴォには農業機械や精密機器の工場がある。また繊維業や食品工業なども立地している。
モスクワ＝リャザン＝ルザエフカ＝シズラニを結ぶ鉄道がサーソヴォを通る。モスクワからの距離は381km。また、M5幹線道路上のシャーツクとカシモフとを結ぶ地方道R124も通る。

## 姉妹都市
- Luhačovice、チェコ